# Lambulodes
Lambulodes is een geslacht van vlinders van de familie spinneruilen (Erebidae), uit de onderfamilie Arctiinae.

## Soorten
- L. bimaculata Rothschild, 1912
- L. brunneomarginata Rothschild, 1912
- L. sericea Rothschild, 1912
- L. sericeoides Rothschild, 1912